# Николас-стрит
Николас-стрит, англ. Nicholas Street — крупная автотранспортная артерия в центральной части г. Оттава на востоке района Сенди-Хилл. Соединяет автомагистраль 417 с центром города.
Идёт с севера на юг. Начинается у перекрёстка с Ридо-стрит, где расположен небоскрёб — бизнес-центр Nicholas Street One. Далее, вплоть до Лорье-авеню, представляет собой улицу с односторонним движением на юг (движение на север от Лорье-авеню идёт через Уоллер-стрит). Затем, к югу от Лорье-авеню, превращается в шоссе, идущее вдоль канала Ридо параллельно восточной и южной границе Оттавского университета и дороге автобусного скоростного транзита (терминалы Лорье и Кампус).